# 多聞院 (世田谷区)
多聞院（たもんいん）は、東京都世田谷区北烏山にある寺院。真言宗豊山派に属し、本山は長谷寺、正式名を「金剛山 悲願寺 多聞院」という。創建は1615年（元和元年）で、旧地は甲州街道沿いの角筈（現在の新宿区西新宿1丁目付近）であった。
1945年（昭和20年）5月の大空襲で全ての堂宇を焼失し、第二次世界大戦終戦後に区画整理事業の対象となって烏山に移転してきた。多聞院は「烏山寺町」を構成する26の寺院の中では、最後に烏山に移転してきた寺院である
。

## 歴史
烏山寺町のメインストリートにあたる寺院通りは約600メートルの長さがある道路で、関東バスが5か所の停留所（寺院通一番- 寺院通五番）を設置している。そのうち中央自動車道の高架をくぐって間もないところに、「寺院通二番」バス停留所がある。
この停留所でバスを降りて少し前に進んだところに、多聞院がある。
真言宗豊山派に属し、本山は長谷寺、正式名称は「金剛山 悲願寺 多聞院」という。創建は1615年（元和元年）で、開山は述誉（1628年（寛永5年）寂）である。
旧地は甲州街道沿いの角筈村（現在の新宿区西新宿1丁目）で、村の名主である渡辺与兵衛が寺地を寄進して創建したと伝わる。
『新編武蔵風土記稿』巻之十一、豊島郡之三、角筈村の項では「多聞院 新義真言宗。江戸大塚護国寺末。金剛山慈願寺[ママ]ト号ス。（中略）本尊地蔵ヲ安ス（後略）」とあり、江戸時代は護国寺の末寺であった。 旧地に存したときは、甲州街道の北側に面した大きな寺院であった。新宿駅の南口から徒歩で十数分の交通至便な地域で、寺の西側には淀橋浄水場、北側には工学院と精華高等女学校などがあった。
多聞院は1945年（昭和20年）5月25日の大空襲の被害に遭って、本堂、庫裏、大師堂などの堂宇はもとより、蔵していた文化財も全て焼失した。焼失後しばらくは旧地に仮本堂を建てていたが、1949年（昭和24年）に東京都が実施した区画整理事業の対象となって、まず墓地を烏山の現在地に移転した。さらに1954年（昭和29年）には、本堂と庫裏も現在地に再建した。多聞院は「烏山寺町」を構成する26の寺院の中では、最後に烏山に移転してきた寺院である。この寺院は、御府内八十八ヶ所霊場3番札所、玉川八十八ヶ所霊場44番札所と定められている。

## 境内と文化財

### 境内と墓地
境内に入ると、すぐ右手に石造涅槃図がある。
高さ2メートル、横3メートルに及ぶ大きなもので、インドのデカン高原産の「シーラー」という石材を使っている。この涅槃図は壷阪寺から贈られたもので、それは多聞院の以前の住職がかつて壷阪寺の住職を務めていた縁によるという。
境内を入って左手には墓地があり、その中央奥に供養塔が建てられている。この供養塔は「五百六十八人無縁墓」と刻されていて、高さが3メートル余りに及ぶ石碑である。この石碑は、1837年（天保8年）の大飢饉に際して飢餓のために落命した568名を供養したものである。568名の七回忌の追善供養として、第18世住職賢信が建立した。568名のうち500名余りに戒名がつけられていて、俗名や出身地、死亡月日などを記した過去帳も残っている。
墓地には、幕末の志士として名を残す大久保鼎の墓がある。大久保は館林藩藩士で、公武斡旋のため無断で京都へ旅している途上に捕縛され、1864年（元治元年）4月16日に切腹した。大久保は大正時代に贈位され、子孫がその墓を守っている。墓地には、明治時代の漢詩人本田種竹も葬られている。

### 彫像
世田谷区は、1978年（昭和53年）4月1日から3年にわたって「世田谷区社寺調査」を実施した。多聞院では地蔵菩薩坐像、阿弥陀如来立像、不動明王立像、弘法大師坐像、千手観音菩薩立像、毘沙門天立像が対象となり、その調査結果が公表されている。
調査対象
- 地蔵菩薩立像 - 多聞院の本尊である[1][2][16][14]。江戸時代の作で、像高は31.0センチメートルを測る[16]。寄木造、玉眼嵌入、漆箔、白毫は水晶製で肉身部の金泥彩に後補がみられる[16]。多聞院が戦災に遭って全焼したのち、この像は仮本堂に本尊として安置されていた[16]。現在地に遷座したのは、1960年（昭和35年）になってからであった[16]。『新編武蔵風土記稿』に記載されていた本尊は、この像のことであると寺では伝えている[14]。
- 阿弥陀如来立像 - 江戸時代の作で像高は76.6センチメートルを測る[16]。寄木造、玉眼嵌入、漆箔、肉髻珠と白毫はそれぞれ水晶製である[16]。左手の指先3本と右手の指先2本、両足先などの後補がみられる[16]。この像は、本堂再建直後の1955年（昭和30年）頃に不動明王立像や千手観音菩薩立像などとともに壷阪寺から移座してきたものである[16]。
- 不動明王立像 - 法量が像高78.5センチメートル、光背と台座の高さがそれぞれ101.4センチメートル、23.2センチメートルを測る[16]。江戸時代の作で、寄木造（装身具は金属製、剣は木製、羂索は麻製、彫眼、墨彩である[16]。背面中央から裳裾にかけて干割が見られ、両足先と両手の持ち物は後補である[16]。この像も1955年（昭和30年）頃に壷阪寺から移座してきたものである[16]。
- 弘法大師坐像 - 江戸時代の作で法量が像高40.5センチメートル、台座49.0センチメートルを測る[16]。寄木造、玉眼嵌入、漆塗で襟首の一部などは後補であり、裳先の一部が折損している[16]。この像は、三重県伊賀市寺町の万福寺から1948年（昭和23年）頃に移座してきたもので、畳座の裏面に「直次 直」と墨書での銘が残っている[16]。「世田谷区社寺調査」はこれは像か台座の製作にかかわった人の名で、脇に書き足された「直」の字は書き直したものと推定している[16]。
- 千手観音菩薩立像 - 江戸時代の作で像高37.5センチメートル、寄木造、玉眼で合わせて36本の手を持っている[14]。錆漆地に金箔をおき、頭部の群青や髭部の墨書、唇の朱などの彩色は新しく施されたものと推定される[14]。この像も1955年（昭和30年）頃に壷阪寺から移座してきたものである[14]。
- 毘沙門天立像 - 一木造の像で、江戸時代から近代にかけての作である[14]。像高は32.5センチメートルで両手首から先と左手の宝塔、右足の先は別に作ったものを寄せていて右手に持つ鉾は金属製のものである[14]。彩色として黒漆塗が施され、顔と衣服の一部にのみ朱を塗っている[14]。この像も1955年（昭和30年）頃に壷阪寺から移座してきたものである[14]。

## 交通アクセス
所在地
- 東京都世田谷区北烏山四丁目12番1号

交通
- 京王線千歳烏山駅から徒歩約15分。または千歳烏山駅バス停留所から関東バス「久我山病院」行き乗車、「寺院通2番」バス停留所下車、徒歩約1分。